# Carlo Rota
Carlo Rota (født 17. april 1961) er en britisk skuespiller, som bor i Canada. Han har medvirket i flere tv-serier som 24 Timer, Queer as Folk (amerikansk version) og Nikita. I 24 Timer spiller han Morris O'Brian, Chloe O'Brians eksmand. I tv-serien Nikita havde han en tilbagevendende rolle som den sleske Mick Schtoppel.